# Tevet

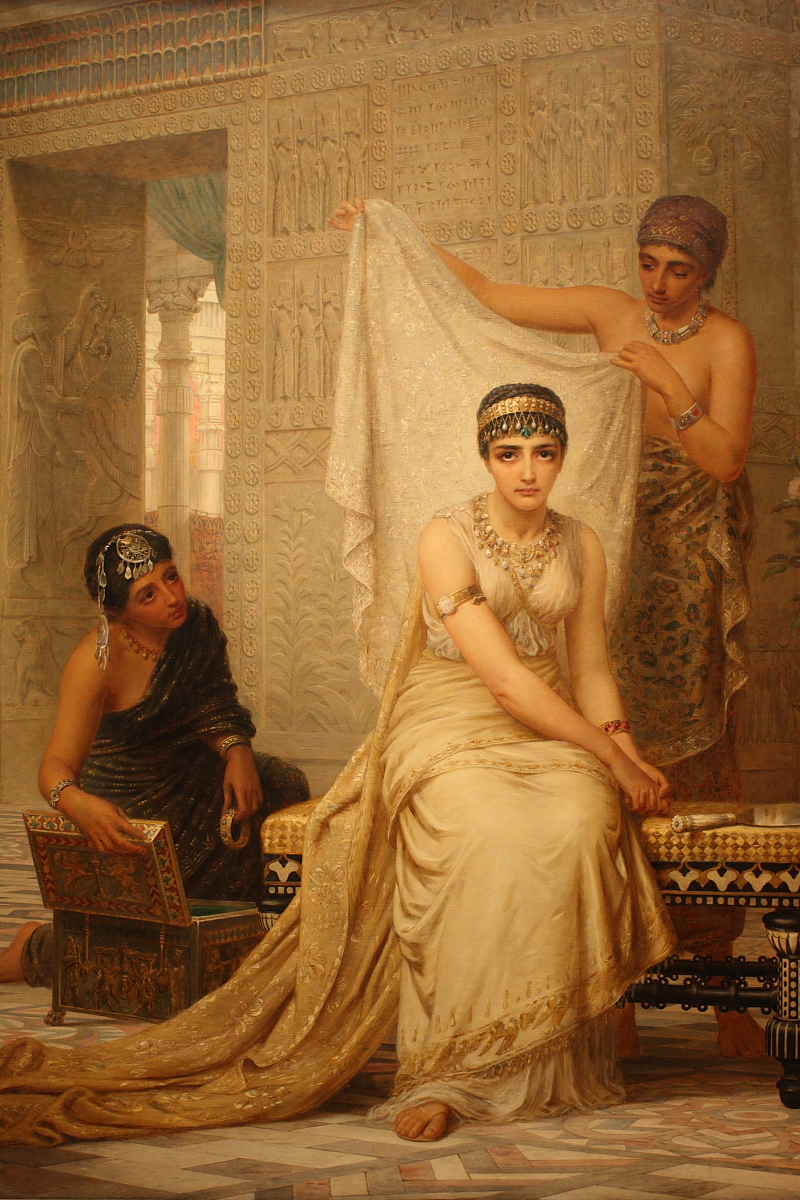
Esther est couronnée reine de Perse le 1er tevet de l'an 362 av. J.-C. Tableau d'Edwin Long, 1878. National Gallery of Victoria, Melbourne.

Tevet (en hébreu טֵבֵת, de l’akkadien « thebētu ») est le 4e mois de l’année civile et le 10e mois de l’année ecclésiastique du calendrier hébraïque.
Il s’agit d’un mois hivernal de vingt-neuf jours, qui tombe en décembre dans le calendrier grégorien. Le nouvel an du calendrier grégorien n’a d’ailleurs qu’exceptionnellement lieu en dehors de tevet.

## Célébrations de tevet
- Hanoucca prend fin le 2 ou le 3 de tevet.
- Le jeûne du 10 tevet (Assara beTevet).Hanoucca se termine toujours le 2 ou le 3 Tevet.

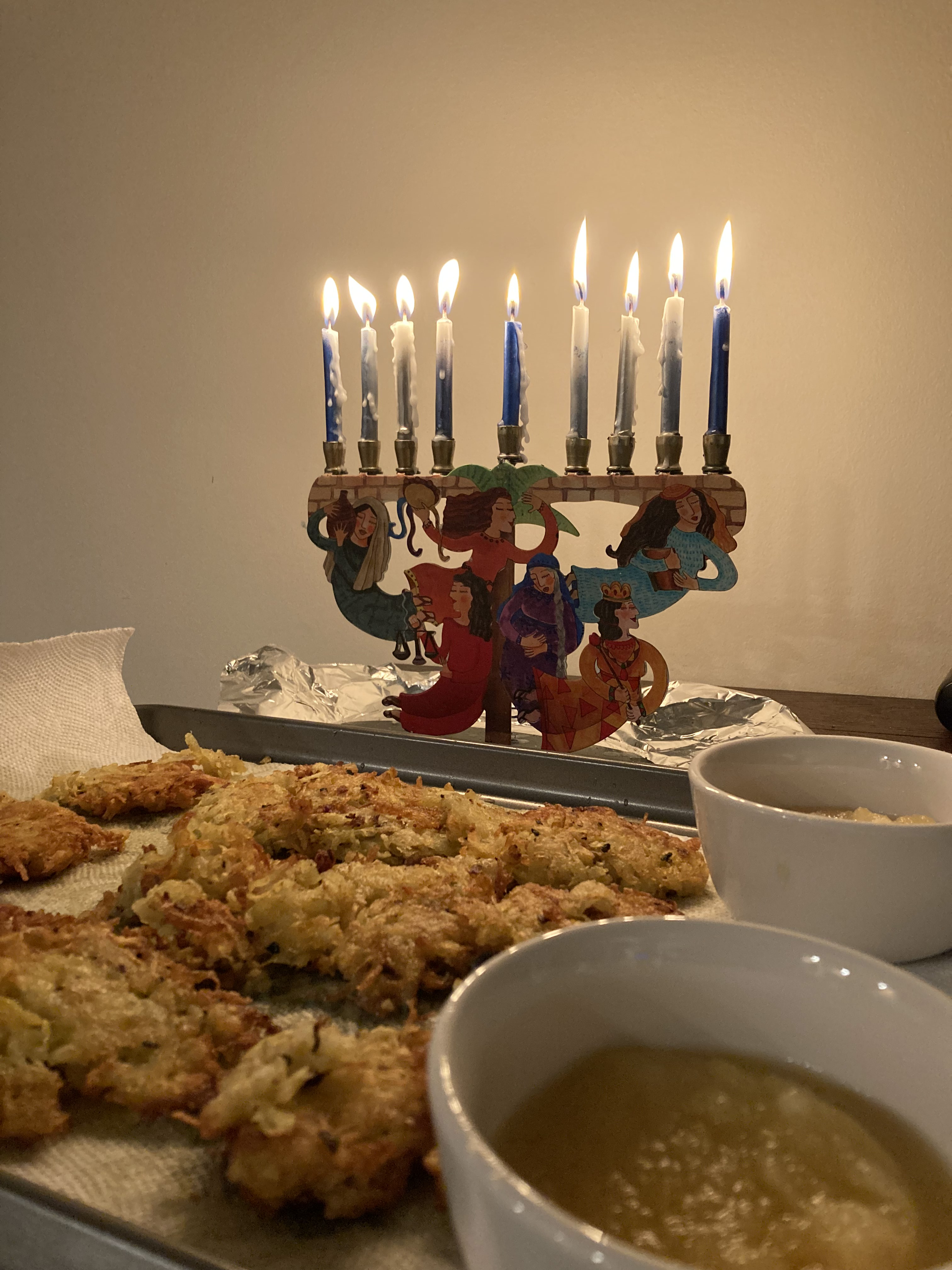
Hanoucca se termine toujours le 2 ou le 3 Tevet.